# 1935 v hudbě
Tento článek obsahuje události související s hudbou, které proběhly v roce 1935.

## Události
- 10. říjen – Premiéra opery George Gershwina Porgy a Bess v newyorském divadle Guild

## Narození
- 8. ledna – Elvis Presley, americký zpěvák († 16. srpna 1977)
- 10. ledna – Ronnie Hawkins, americký zpěvák
- 5. února – Alex Harvey, skotský zpěvák († 4. února 1982)
- 11. února – Gene Vincent, americký zpěvák († 12. října 1971)
- 16. února – Sonny Bono, americký hudebník, herec a politik († 5. ledna 1998)
- 5. dubna – Peter Grant, manažer skupiny Led Zeppelin († 21. listopadu 1995)
- 27. května – Ramsey Lewis, americký klavírista[1] († 12. září 2022)
- 25. června – Eddie Floyd, americký zpěvák[2]
- 30. srpna – John Phillips, americký zpěvák a kytarista, člen skupiny The Mamas and the Papas († 18. březen 2001)
- 29. září – Jerry Lee Lewis, americký zpěvák a klavírista
- 30. září – Johnny Mathis, americký zpěvák
- 12. října – Luciano Pavarotti, italský operní pěvec († 6. září 2007)
- 14. října – La Monte Young, americký hudební skladatel
- 27. listopadu – Al Jackson, Jr., americký bubeník, člen skupiny Booker T. & the M.G.'s († 1. října 1975)

## Úmrtí
- 29. května – Josef Suk, český hudební skladatel a houslista (* 4. ledna 1874)